# Tunu

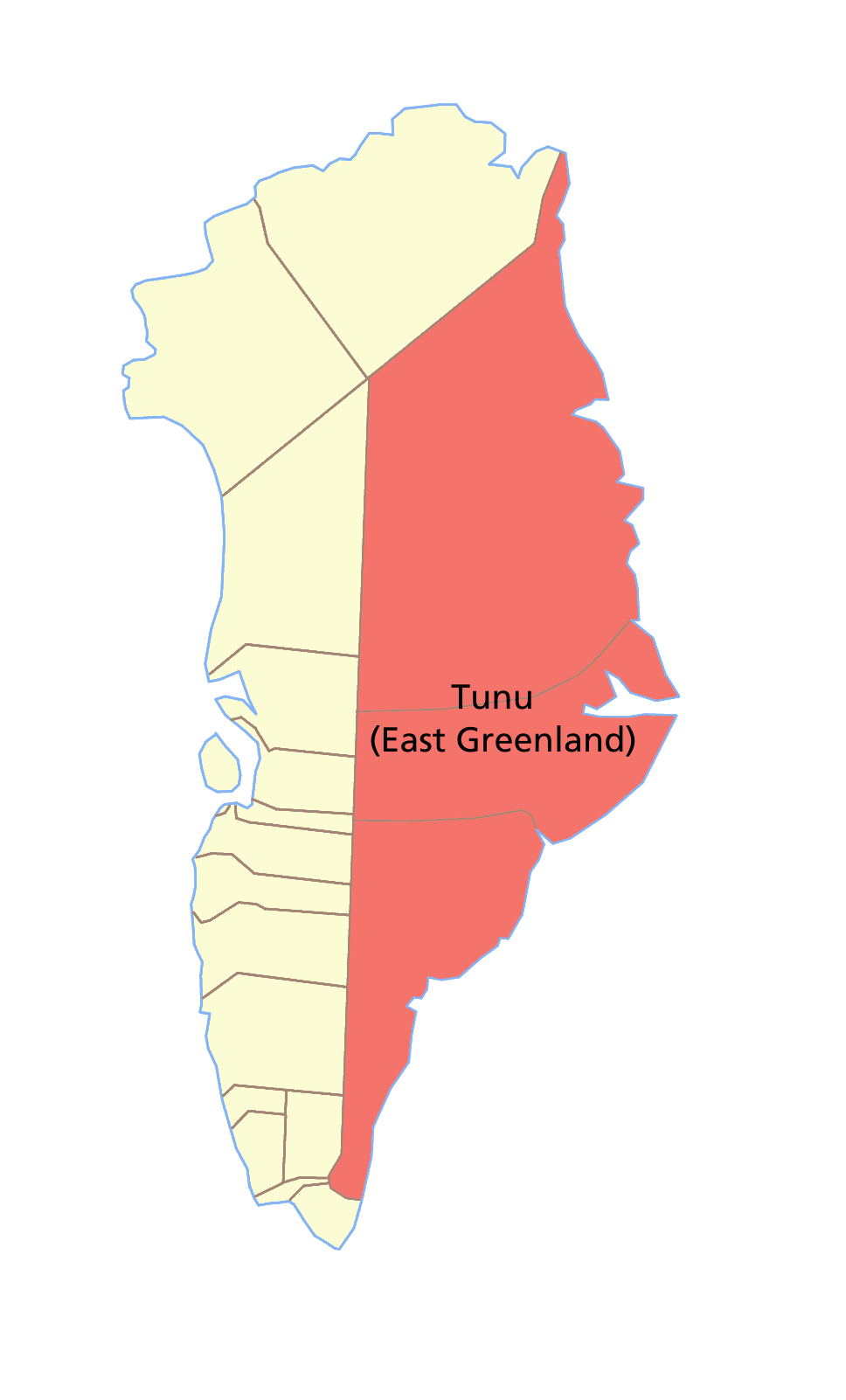
Lage des Landesteils in Grönland

Tunu („Rücken“, dänisch Østgrønland „Ostgrönland“) ist neben Avanersuaq (Nordgrönland) und Kitaa (Westgrönland) einer der drei traditionellen Landesteile Grönlands.

## Lage
Tunu umfasst den östlichen Teil Grönlands. Der Landesteil beginnt im Norden an der Nordostrundingen und endet im Süden am Kangerlussuatsiaq (Lindenow Fjord). Administrativ umfasst er die beiden Distrikte Ammassalik und Ittoqqortoormiit sowie den größten Teil des Nordost-Grönland-Nationalparks.

## Geschichte
Tunu ist die Heimat der Tunumiit. Das Gebiet war lange Zeit nicht Teil des dänisch kolonialisierten Grönlands. 1894 wurde eine Missionsstation in Tasiilaq gegründet, womit die Kolonisierung Ostgrönlands begann. Im Gesetz zu Grønlands Styrelse von 1908 wurden das heutige Nord- und Ostgrönland nur beiläufig erwähnt und waren nicht vom Gesetz betroffen, das nur für die zwei westgrönländischen Landesteile Nordgrönland und Südgrönland galt. 1921 erklärte Dänemark seine Oberhoheit über Grönland. Auf norwegischer Seite behauptete man, dass gemäß dem Frieden von Kiel die dänische Hoheit nur für die wirtschaftlich erschlossenen Gebiete in Westgrönland gelte. Norwegen erhielt die dänische Erlaubnis in Ostgrönland zu fischen und wissenschaftliche Stationen zu errichten, während von dänischer Seite aus 1925 Ittoqqortoormiit gegründet wurde, um die Ansprüche in Ostgrönland zu festigen. Im Gesetz zu Grønlands Styrelse von 1925, als Dänemark Anspruch auf die ganze Insel erhob, wurde Grönland in drei Landesteile geteilt. Das westgrönländische Nordgrönland umfasste jetzt auch Avanersuaq, ohne dass die Verwaltungsstrukturen Westgrönlands für das Gebiet galten, während Ostgrönland als eigener, aber auch verwaltungsmäßig eigener Landesteil angesehen wurde. 1931 okkupierten norwegische Fischer mit dem Wohlwollen ihrer Regierung das unbewohnte Eirik Raudes Land in Nordostgrönland und kurz darauf Fridtjof Nansens Land in Südostgrönland. Der Ständige Internationale Gerichtshof in Den Haag entschied 1933, dass ganz Grönland zu Dänemark gehörte, womit die Territorialansprüche geklärt waren. Mit der Verwaltungsreform 1950 infolge der G50-Politik wurden das ursprüngliche Nord- und Südgrönland (also Westgrönland) vereinigt und administrativ umstrukturiert. Die Landesteile Nord- und Ostgrönland verblieben außerhalb dieser Verwaltungsstrukturen. Nachdem Westgrönland 1953 dekolonisiert wurde, kamen die anderen beiden Landesteile erst 1963 in die Verwaltungsstrukturen Grönlands, womit die Bedeutung der Landesteile sich auf die kulturellen Unterschiede verringerte.